# Alatinidae
Famille
Les Alatinidae sont une famille de méduses de l'ordre des Cubomedusae.

## Liste des genres
Selon World Register of Marine Species (25 mars 2016) :
- genre Alatina Gershwin, 2005
- genre Keesingia Gershwin, 2014
- genre Manokia Southcott, 1967